# Асурети
Асурети (груз. ასურეთი; бывший Элизабетталь, Елизаветталь) — село в Тетрицкаройском муниципалитете края Квемо-Картли Грузии.

## История
Основано в 1818 году немцами-евангелистами, выходцами из Вюртемберга, на 2769 десятинах земли. Впоследствии — центр Елисаветтальской (Асуретской) волости. В 1871 году построена церковь. Население:

| - 1818 год — 307 чел., - 1836 год — 434 чел., - 1843 год — 561 чел., - 1848 год — 664 чел., - 1869 год — 851 чел., - 1886 год — 1178 чел. (1148 немцев), - 1897 год — 1409 чел. (1224 немца), | - 1900 год — 1619 чел., - 1905 год — 1825 чел., - 1913 год — 2120 чел., - 1918 год — 2157 чел., - 1923 год — 1272 чел. (1269 немцев), - 1925 год — 1500 чел. |

В конце 1930-х годов многие немцы были репрессированы, в 1941 году — депортированы, Элизабетталь переименован в Асурети. Сохранилась старая немецкая кирха и кладбище, немецкие дома.
Население 978 человек (перепись 2014 года). Национальный состав по переписи 2014 года: грузины 97 %, армяне 1,5 %